# Nahom Zerai
Nahom Zerai (Adi Musa, 12 september 2002) is een Eritrees wielrenner die sinds 2025 voor de Japanse wielerploeg JCL Team UKYO rijdt.

## Carrière
Zerai nam in 2021 voor het eerst deel aan de Ronde van Rwanda. In het eindklassement zou hij op een negende plek eindigen, in het jongerenklassement als tweede achter Alan Boileau. Tevens eindigde hij de ronde als de beste Afrikaan, met iets meer dan een minuut verschil met de nummer twee Kent Main. In 2025 behaalde Zerai zijn eerste profoverwinning in de Ronde van Rwanda. In de zesde etappe verwees hij Milan Donie en Henok Mulubrhan naar de ereplaatsen. Niet veel later won Zerai ook een etappe in de Ronde van Japan en kroonde hij zich tot Eritrees kampioen op de weg, voor onder meer Meron Teshome en Natnael Tesfatsion. Voor het seizoen van 2025 maakte hij ook de overstap van de opleidingsploeg van Q36.5 Pro Cycling Team naar JCL Team UKYO.

## Overwinningen
2019
 Eritrees kampioenschap tijdrijden, junioren
2023
 Afrikaans kampioenschap ploegentijdrit, elite
2024
 Afrikaans kampioen ploegentijdrit
 Afrikaans kampioenschap gemengde ploegenestafette
2025
6e etappe Ronde van Rwanda
5e etappe Ronde van Japan
 Eritrees kampioen op de weg, elite

## Ploegen
- 2022 –  Team Qhubeka
- 2023 –  Q36.5 Continental Team
- 2024 –  Q36.5 Continental Team
- 2025 –  Team UKYO[a]